# Tramlijn E (Straatsburg)
Lijn E van de tram van Straatsburg is een tramlijn in de agglomeratie van Straatsburg. De lijn telt 20 stations en loopt van Robertsau Boecklin naar Campus d'Illkirch. Het is de enige lijn in het Straatsburgse tramnet welke niet op het station Homme de Fer stopt, waardoor dat station sinds de opening in 2007 niet meer het centrale overstapstation is van het netwerk.

## Geschiedenis

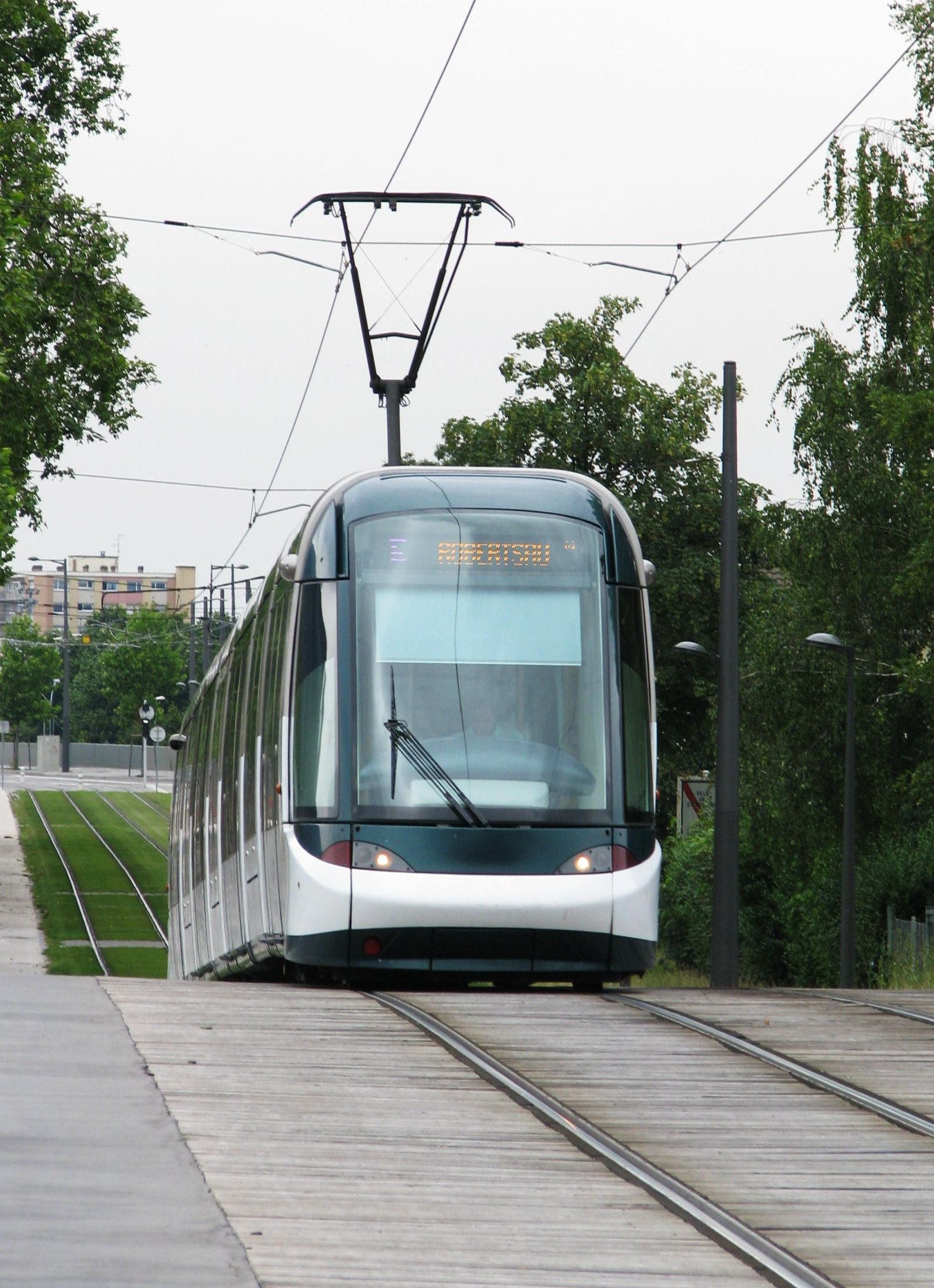
Een Citadis tram in de richting van Robertsau Boecklin.

- 25 augustus 2007 
 Lijn E van de tram van Straatsburg gaat in dienst. Hij loopt gezamenlijk met andere lijnen tussen Wacken en Baggersee. Hij loopt, vanwege overbelasting van het station Homme de Fer, niet via dat station en het centrum van Straatsburg.
- 23 november 2007 
 De lijn wordt 2,5 kilometer verlengd van Wacken naar Robertsau Boecklin, zodat het europees parlement bereikt kan worden (Halte Parlement Européen).

## Reistijden
De reistijden vanaf Robertsau Boecklin zijn:
- Parlement Européen in 3/4 minutes
- Wacken in 5/6 minutes
- République in 10 minutes
- Observatoire in 13/14 minutes
- Landsberg in 19/20 minutes
- Étoile-Polygone in 21/22 minutes
- Krimmeri Stade de la Meinau in 24/26 minutes
- Lycée Couffignal in 26/28 minutes
- Émile Mathis in 27/29 minutes
- Baggersee in 30/32 minutes

## Exploitatie
Tramlijn E wordt geëxploiteerd tussen half vijf 's ochtends en half een 's nachts van maandag t/m zaterdag en tussen half zes en half een op zon-en feestdagen. De lijn rijdt niet op 1 mei. Van half zes 's ochtends tot acht uur 's avonds rijdt er van maandag t/m zaterdag elke zes minuten een tram, op andere momenten elke vijftien minuten.

## Verlengingen
In de toekomst wordt de lijn verlengd naar het centrum van het Robertsau, op een nu nog onbekend tijdstip.